# The House of Numbers
Pour plus de détails, voir Fiche technique et Distribution.
The House of Numbers (sous-titré Anatomy of an Epidemic) est un film documentaire américain controversé de 2009 au sujet du virus de l'immunodéficience humaine (VIH) et du syndrome d'immunodéficience acquise (sida), produit et réalisé par Brent Leung.
Le documentaire contient notamment l'entrevue de Christine Maggiore (en), séropositive au VIH et refusant de suivre un traitement. Elle est décédée en 2008 du sida, tout comme sa fille en 2005 qui avait trois ans et demi et qu'elle eut sans prendre de précaution pour éviter la transmission du VIH.

## Récompenses
- Gagnant du festival Washougal International Film Festival 2009
- Gagnant du festival Radar Hamburg Film Festival 2009
- Gagnant du festival Docuwest Film Festival 2009
- Gagnant Récompense Golden Ace au Festival International du Film de Las Vegas en 2009
- Certificat du Mérite au Global Cinema Festival